# Station Rychnowo Wielkie
Station Rychnowo Wielkie is een spoorwegstation in de Poolse plaats Wielkie Rychnowo.